# Pleine-Selve, Gironde
Pleine-Selve är en kommun i departementet Gironde i regionen Nouvelle-Aquitaine i sydvästra Frankrike. Kommunen ligger i kantonen Saint-Ciers-sur-Gironde som tillhör arrondissementet Blaye. År 2022 hade Pleine-Selve 220 invånare.

## Befolkningsutveckling
Antalet invånare i kommunen Pleine-Selve
Referens:INSEE